# The Ape (film, 2005)
 (décembre 2017).
Si vous disposez d'ouvrages ou d'articles de référence ou si vous connaissez des sites web de qualité traitant du thème abordé ici, merci de compléter l'article en donnant les références utiles à sa vérifiabilité et en les liant à la section « Notes et références ».
Pour plus de détails, voir Fiche technique et Distribution.
The Ape est le premier film écrit et réalisé par James Franco, sorti le 18 juin 2005.

## Fiche technique
- Titre : The Ape
- Réalisation : James Franco
- Scénario : James Franco et Merriwether Williams
- Photographie : David Klein
- Montage : Scott Mosier
- Production : Vince Jolivette et David Klein
- Société de production : RabbitBandini Productions
- Pays :  États-Unis
- Genre : Comédie dramatique
- Durée : 92 minutes
- Dates de sortie : 
  -  États-Unis : 18 juin 2005 (Festival du film de Los Angeles)

## Distribution
- James Franco : Harry Walker
- Brian Lally : le singe
- Allison Bibicoff : Cathy
- Stacey Miller : Beth
- Vince Jolivette : Steve
- Nori Jill Phillips : Judy
- Danny Molina : Raoul